# یواس‌اس ماسکوتا (وای‌تی‌بی-۷۷۲)
یواس‌اس ماسکوتا (وای‌تی‌بی-۷۷۲) (به انگلیسی: USS Mascoutah (YTB-772)) یک کشتی است که طول آن ۸۵ فوت (۲۶ متر) می‌باشد. این کشتی در سال ۱۹۶۴ ساخته شد و از ۲۲ ژانویه همان سال شروع به فعالیت کرد.سرعت یواس‌اس ماسکوتا (وای‌تی‌بی-۷۷۲) ۱۲ گره دریایی‌ست.